# IrcII
ircII (wymawiany jako irc-two) – darmowy, opensourcowy klient sieci IRC dla systemów uniksopodobnych napisany w języku C. Jest najstarszym nadal rozwijanym klientem IRC. Jego pierwsza wersja ukazała się w późnych latach 80. Kilka innych uniksowych klientów ircowych, między innymi BitchX, EPIC i ScrollZ były oryginalnie forkami ircII.